# حمام کلات
حمام کلات مربوط به دوره قاجار است و در شهرستان گناباد، بخش کاخک، دهستان کاخک، روستای کلات واقع شده و این اثر در تاریخ ۲۷ اسفند ۱۳۸۶ با شمارهٔ ثبت ۲۲۳۰۱ به‌عنوان یکی از آثار ملی ایران به ثبت رسیده است.